# Schloss Clausholm

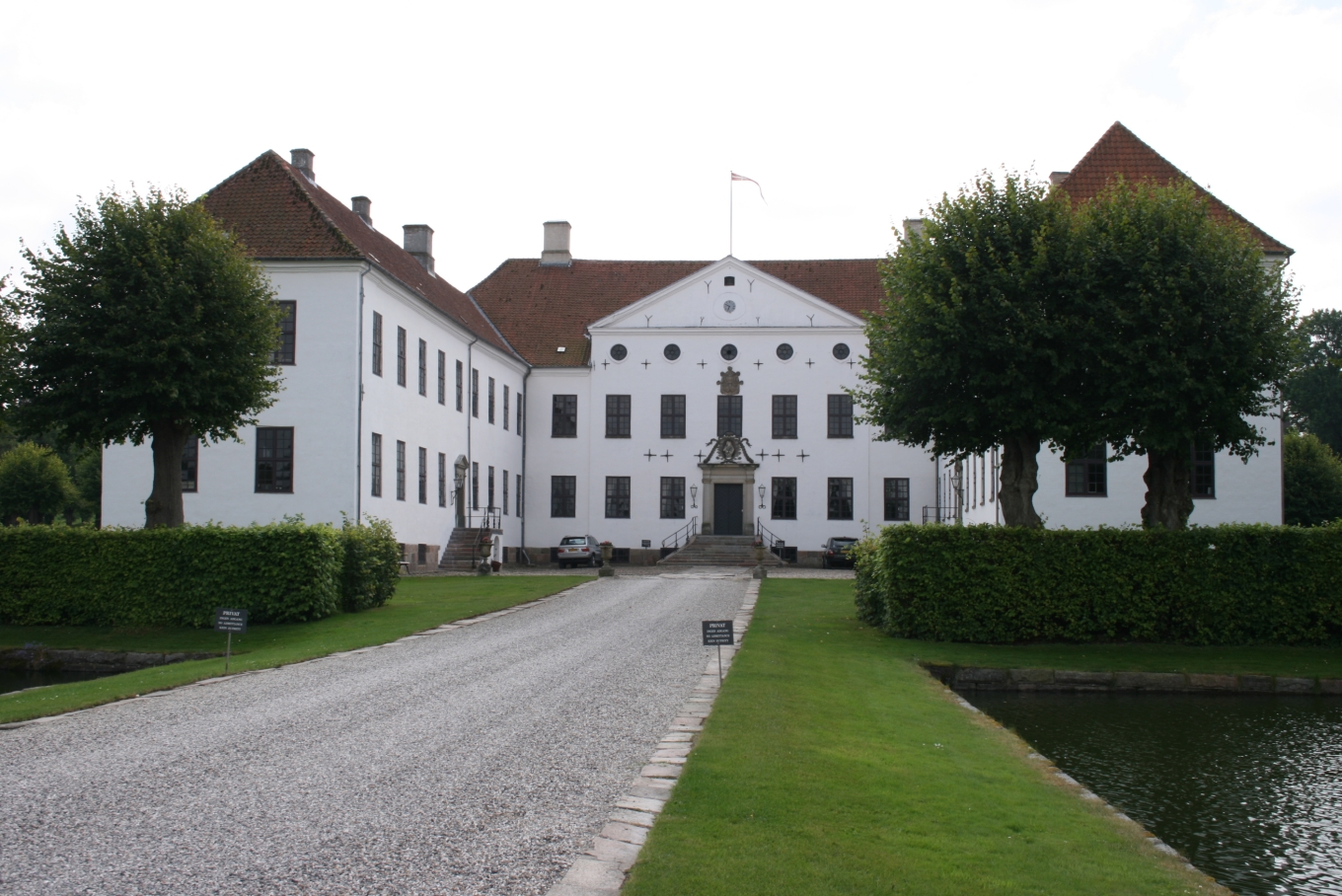
Schloss Clausholm, Blick in den Hof

Schloss Clausholm ist eine große barocke Schlossanlage südöstlich von Randers auf dem dänischen Festland.

## Geschichte
In den Chroniken wird Clausholm erstmals zu Beginn des 14. Jahrhunderts erwähnt, dessen damaliger Besitzer war Lage Ovesen, einer der Anführer im jütländischen Aufstand von 1359 gegen Valdemar Atterdag. Das Schloss wurde ab 1690 für den Premierminister Conrad von Reventlow erbaut, unter Mitwirkung von Nicodemus Tessin dem Jüngeren. Seine Tochter Anna Sophie von Reventlow lebte als Königinwitwe im Schloss. 1758 kaufte es der Adlige Matthias Wilhelm Huitfeldt, von dem es im Erbweg über die Familie von Schilden 1859 an die Barone Berner kam, die es bis heute besitzen.
Clausholm ist das besterhaltene Schloss Dänemarks aus der Barockzeit. Die Inneneinrichtung ist in großen Teilen mit Stuckdecken, Gobelins und Kapelle mit historischer Orgel im Originalzustand erhalten. Der in barocker Manier angelegte Garten mit Fontäne wurde 1976 wiederhergestellt.